# Закрент (Пултуський повіт)
Закрент (пол. Zakręt) — село в Польщі, у гміні Пултуськ Пултуського повіту Мазовецького воєводства.
Населення — 45 осіб (2011).
У 1975-1998 роках село належало до Цехановського воєводства.

## Демографія
Демографічна структура станом на 31 березня 2011 року:
|          | Загалом | Допрацездатний вік | Працездатний вік | Постпрацездатний вік |
| -------- | ------- | ------------------ | ---------------- | -------------------- |
| Чоловіки | 25      | 6                  | 16               | 3                    |
| Жінки    | 20      | 3                  | 12               | 5                    |
| Разом    | 45      | 9                  | 28               | 8                    |